# ویلیام ایرواین
ویلیام ایرواین (William Irvine) (زادهٔ ۳ نوامبر ۱۷۴۱ – درگذشتهٔ ۲۹ ژوئیه ۱۸۰۴)، پزشک، سرباز و دولتمرد ایرلندی-آمریکایی اهل کارلایل، پنسیلوانیا بود. او قبل از اینکه به انقلاب آمریکا بپیوندد و در طول جنگ انقلابی آمریکا علیه بریتانیایی‌ها مبارزه کند، به عنوان جراح در یک کشتی برای نیروی دریایی سلطنتی، طبابت می‌کرد. با تشدید تنش میان مستعمرهٔ آمریکا و دولت بریتانیا در طول دهه ۱۷۷۰، ایرواین، آرمان انقلابی را درک کرد و با آن متحدشد. او پس از آن به عنوان سرتیپ در جنگ انقلابی آمریکا، در وسترن تئاتر خدمت‌کرد. پس از جنگ، او در کنگرهٔ قاره‌ای خدمت کرد و بعدها نقش فعالی در خاتمه دادن شورش ویسکی در پنسیلوانیا ایفا کرد. او همچنین دو دوره در کنگره، به نمایندگی از پنسیلوانیا خدمت کرد و در سایر امور عمومی این استان نیز فعال‌بود.

## اوایل زندگی
ایرواین از خانواده‌ای اسکاتلندی-ایرلندیِ پروتستان بود که نزدیک انیسکیلن، در شهرستان فرمانا، اولستر، در پادشاهی ایرلند به‌دنیا آمد. قومیت اسکاتلندی‌ایرلندی و مذهب پروتستان او، در ابتدا مانعی در دنیای اجتماعی تحت سلطه انگلیس در آمریکای استعماری بود. او از دانشگاه دوبلین فارغ‌التحصیل شد. در آنجا، پزشکی و ادبیات کلاسیک را زیر نظر  جورج کلگهورن که بعدها شایستگی و دانش ایرواین در پزشکی را تضمین کرد، آموخت. پس از آن، او برای کار به عنوان جراح کشتی در من آو وار بریتانیا پذیرفته شد و در طول جنگ فرانسه و بومیان آمریکا خدمت کرد. در ۱۷۶۳ به مستعمرات بریتانیا در آمریکا مهاجرت کرد و در کارلایل، پنسیلوانیا ساکن شد. در آن سال او نماینده مجمع‌های انقلاب استانی برگزار شده در ۱۷۶۴–۱۷۶۶ شد. او در ۱۷۷۲ با آن کالندر، دختر رابرت کالندر، شهروند برجستهٔ کارلایل ازدواج کرد. ایرواین احترام زیادی برای او قائل بود و اولین پسرش را به نام او نام‌گذاری کرد. ایرواین دو برادر داشت؛ اندرو که افسر ارتش قاره‌ای بود و متیو که پزشک و جراح در لشکر ژنرال چارلز لی بود. پسر او، کالندر، در ۱۷۷۴ به‌دنیا آمد و در ۱۷۹۸ کاپیتان توپ‌خانه و مهندسان شد. زمانی که انتصاب سیاسی ایرواین مستلزم نقل مکان به فیلادلفیا شد کالندر، املاک پدرش در بروکن استراو را مدیریت کرد. پسر دوم او، ویلیام، در ۱۸۰۸ به عنوان کاپیتان توپ‌خانهٔ سبک، وارد ارتش شد و در جنگ ۱۸۱۲ شرکت کرد. کوچک‌ترین پسر ایرواین، آرمسترانگ، نیز در جنگ ۱۸۱۲ به عنوان آجودان ارتش نظامیان مشترک‌المنافع پنسیلوانیا خدمت کرد. ایرواین در طول دوران نظامی خود یک نامه‌نویس مشتاق بود و غیر از مکاتبات نظامی، به‌طور منظم با همسرش آن و فرزندانش نامه‌نگاری می‌کرد.

## اواخر زندگی
ایرواین به عنوان نماینده پنسیلوانیا در کنگرهٔ سوم انتخاب شد که از ۲ دسامبر ۱۷۹۳ تا ۳ مارس ۱۷۹۵ خدمت می‌کرد. در ۱۷۹۷ او به عنوان کمیسر به پنسیلوانیا فرستاده شد تا اختلافات مربوط به شورش ویسکی را حل کند. هنگامی که او در این تلاش شکست خورد، به عنوان فرماندهٔ نیروهای شبه نظامی منصوب شد و در نهایت به شورش ویسکی پایان داد.
ایرواین به مشارکت خود در زندگی عمومی پنسیلوانیا ادامه داد و بر توزیع زمین‌هایی که به کهنه سربازان اهدا شده بود، نظارت و هدایت کرد. او دو دوره در کنگره خدمت کرد، در مجمع قانون اساسی پنسیلوانیا خدمت کرد و در هیئت مأمورانی بود که حساب‌های مالی میان ایالت‌های مختلف و دولت فدرال تازه تأسیس را تسویه می‌کردند. در دهه ۱۷۹۰، ایرواین نقش مهمی در بررسی زمین‌ها و تعیین مرزهای شهرها در غرب پنسیلوانیا ایفا کرد.
ایرواین چندین قطعه زمین در نزدیکی دهانه نهر بروکن استراو در رودخانه آلگنی خریداری کرد که برخی از آن‌ها را به پسرش کالندر داد. این منطقه خیلی زود رشد کرد و به حومه وارن، پنسیلوانیا تبدیل شد. پسر بزرگ ایرواین، کالندر ایرواین، زمین را کشت کرد، یک فروشگاه عمومی در آن نزدیکی تأسیس کرد و خانه‌ای زیبا روی سراشیبی مشرف به رودخانه ساخت. این ملک به نام «بروکن‌استراو» شناخته و به خانه و مرکز تجارت سه نسل از نوادگان ایرواین تبدیل شد. این مکان جایی است که مشاغل و زندگی خانوادهٔ ایرواین در چهار نسل بعدی در آن متمرکز شده‌است. ایرواین شاکی پروندهٔ دادگاه عالی ایرواین علیه سیمز لس بود که شامل ادعاهای متفاوت زمینی میان ایرواین و چارلز سیمز از ویرجینیا بود که ادعا داشت جزیره مونتور توسط پنسیلوانیا برای خدمتش در جنگ انقلابی به او اعطا شده بود. دادگاه به اتفاق آرا به نفع سیمز که زودتر ادعا کرده بود، رأی‌داد.
در اواخر دهه ۱۷۹۰، ایرواین برای آخرین بار در پاسخ به یک شورش مالیاتی دیگر جایگاهی نظامی را بر عهده گرفت. در طول سال ۱۷۹۷، تنش میان فرانسه و ایالات متحده افزایش یافت. دولت آمریکا به دنبال تأمین مالی برای بهبود ارتش و آماده شدن برای آنچه که به شبه جنگ (جنگ دریایی) تبدیل شد، بود. برای تأمین مالی جنگ، کنگره، مالیاتی را بر خانه‌ها و سایر دارایی‌ها وضع کرد. مالیات جدید به نام مالیات پنجره شناخته شد. بر اساس این قانون اندازه یک خانه، با توجه به تعداد پنجره‌های آن تعیین می‌شد. در پاسخ، شهروندان که بیشتر هلندی‌های ساکن در پنسیلوانیا بودند، در آنچه که شورش سیب زمینی سرخ شده نامیده شد، شورش کردند. برخی از جمع‌کنندگان مالیات از شهرها رانده و برخی زندانی شدند. برای سرکوب شورش، رئیس‌جمهور آدامز به نیروها دستور مداخله داد تا افراد مختلف مسئول را دستگیر کنند. ایرواین به گروهی پیوست که به سمت کواکرتاون پیشروی می‌کردند. ایرواین برای یکی از دوستانش نوشت: «زنگ زمان و عمر بر من می‌خزد، می‌ترسم در این حرفه من را بی‌دست و پا کند.» با این حال، ایرواین، علی‌رغم احتیاط‌هایش، این امتحان سخت را تحمل کرد و سلامت به خانه بازگشت. این شورش آخرین خدمت نظامی فعال ایرواین بود، هرچند که او به کارش در ارتش ادامه داد. در۱۸۰۱، او به عنوان سرپرست فروشگاه‌های نظامی در فیلادلفیا منصوب‌شد.
در ۱۸۰۱ ایرواین به عنوان رئیس انجمن استانی سینسیناتی انتخاب شد و این سمت را تا زمان مرگش حفظ کرد.
ایرواین در ۲۹ ژوئیه ۱۸۰۴ در فیلادلفیا، پنسیلوانیا فوت کرد. او را در یک قبرستان نزدیک تالار استقلال دفن کردند. در ۱۸۳۳ او را مجدد در گورستان جدید رونالدسون دفن کردند. زمانی که گورستان در دههٔ ۱۹۵۰ بسته شد، قبر چند افسر جنگ انقلابی مانند ایرواین توسط پیشوای سوئدهای قدیمی شناسایی و در قبرستان کلیسای گلوریا مجدد به خاک سپرده‌شدند.

## ارجاعات
1. 1 2  Irvine-Newbold family papers, p. 7
2. 1 2  Ridner, 2001, p. 10
3. ↑  Essay, Irvineclan.com
4. ↑  Irvine-Newbold family papers, p. 4
5. ↑  Fiske & Wilson:  Cyclopædia of American Biography, Volume III, p. 358
6. 1 2  Biographical Directory of the United States Congress
7. ↑  Irvine-Newbold family papers, p. 11
8. ↑  Irvine-Newbold family papers, p. 2
9. ↑  Ridner, 2001 p. 18
10. ↑  Irvine-Newbold family papers, p. 3
11. ↑  Ridner, 2001, p. 32
12. ↑  Irvine-Newbold family papers, pp. 1–2
13. ↑  Maeva Marcus, The documentary history of the Supreme Court of the United States, 8:153.
14. ↑  Supreme Court Law reports, 1870, p. 298
15. ↑  Irvine-Newbold family papers, pp. 3–4
16. ↑  Irvine-Newbold family papers, pp. 29, 47
17. ↑  Historic Gloria Dei (Old Swedes' Preservation Corporation[پیوند مرده]
18. ↑  Gloria Old Swedes Cemetery, Dei Burial Ground, Pennsylvania

## کتابشناسی
- Buttlerfield, Consul Willshire (1873). An historical account of the expedition against Sandusky under Col. William Crawford in 1782. Cincinnati, Robert Clarke & Co.
- Buttlerfield, Consul Willshire (1882). Washington-Irvine correspondence. Madison, Wisconsin, David Atwood.
- Chernow, Ron (2005). Alexander Hamilton. Penguin Press. ISBN 978-1-101-20085-8.
- Fiske, John; Wilson, James Grant (1887). Appleton's Cyclopædia of American Biography. Vol. 3. D. Appleton and company.
- Nester, William R. (2004). The Frontier War for American Independence. Stackpole Books. ISBN 978-0-8117-0077-1.
- Ostler, Jeffery (October 2015). "To Extirpate the Indians": An Indigenous Consciousness of Genocide in the Ohio Valley and Lower Great Lakes, 1750s–1810". The William and Mary Quarterly. Omohundro Institute of Early American History and Culture. 72 (74): 587–622. doi:10.5309/willmaryquar.72.4.0587. JSTOR 72.4.0587. S2CID 146642401.
- Ridner, Judith (April 2001). "William Irvine and the Complexities of Manhood and Fatherhood in the Pennsylvania Backcountry". The Pennsylvania Magazine of History and Biography. University of Pennsylvania Press. 125 (1/2): 5–34. JSTOR 20093425.
- Taylor, Alan (2016). American Revolutions A Continental History, 1750–1804. W.W. Norton & Company. ISBN 978-0-393-35476-8.
- Reports of Decisions in the Supreme Court of the United States : [1790-1854]. Vol. 1. United States. Supreme Court, Benjamin Robbins Curtis Little, Brown. 1870.
- Biographical Directory of the United States Congress. United States government Printing Office. 2021 [1859].
- Heim, Sarah, ed. (2005). Irvine-Newbold Family Papers (PDF). The Historical Society of Pennsylvania. Irvine-Newbold Family Papers, 1766-1955 (bulk 1775-1880) 77 boxes, 232 vols. , 60 lin. feet, Collection 1890
- "Dr. William Irvine, Brigadier General, American Revolutionary Army". Irvineclan.com. Retrieved March 30, 2021.